# Horní Paseka
Horní Paseka (německy Ober Paseka) je obec v okrese Havlíčkův Brod v Kraji Vysočina. Žije zde 71 obyvatel. Součástí obce je také zaniklé město Zahrádka.

## Historie
První písemná zmínka o obci pochází z roku 1265. 
Elektrický proud byl do obce zaveden v roce 1962 a roku 2022 byl budován obecní vodovod.
Od roku 2006 do roku 2022 zastával funkci starosty obce Marcel Pašek. Po volbách do zastupitelstev obcí, na konci září 2022, byl novým starostou obce Daniel Holeta. Od konce listopadu 2022 dosud zastává funkci starosty Ing. Zdeněk Brabec.

## Pamětihodnosti
- Křižná studánka – poutní místo
- Kaplička svatého Víta – u Křižné studánky

## Osady
- Zahrádka
- V Horách
- Studénky
- Chalupy
- V Sukdolí

## Služby v obci
V obci se nachází Restaurace Na Vršku a je zde také možnost ubytování v Old Style Cottage.
| Rok            | 1869 | 1880 | 1890 | 1900 | 1910 | 1921 | 1930 | 1950 | 1961 | 1970 | 1980 | 1991 | 2001 |
| Počet obyvatel | 1203 | 1246 | 1226 | 1222 | 1172 | 1089 | 957  | 790  | 804  | 578  | 116  | 90   | 71   |

## Galerie

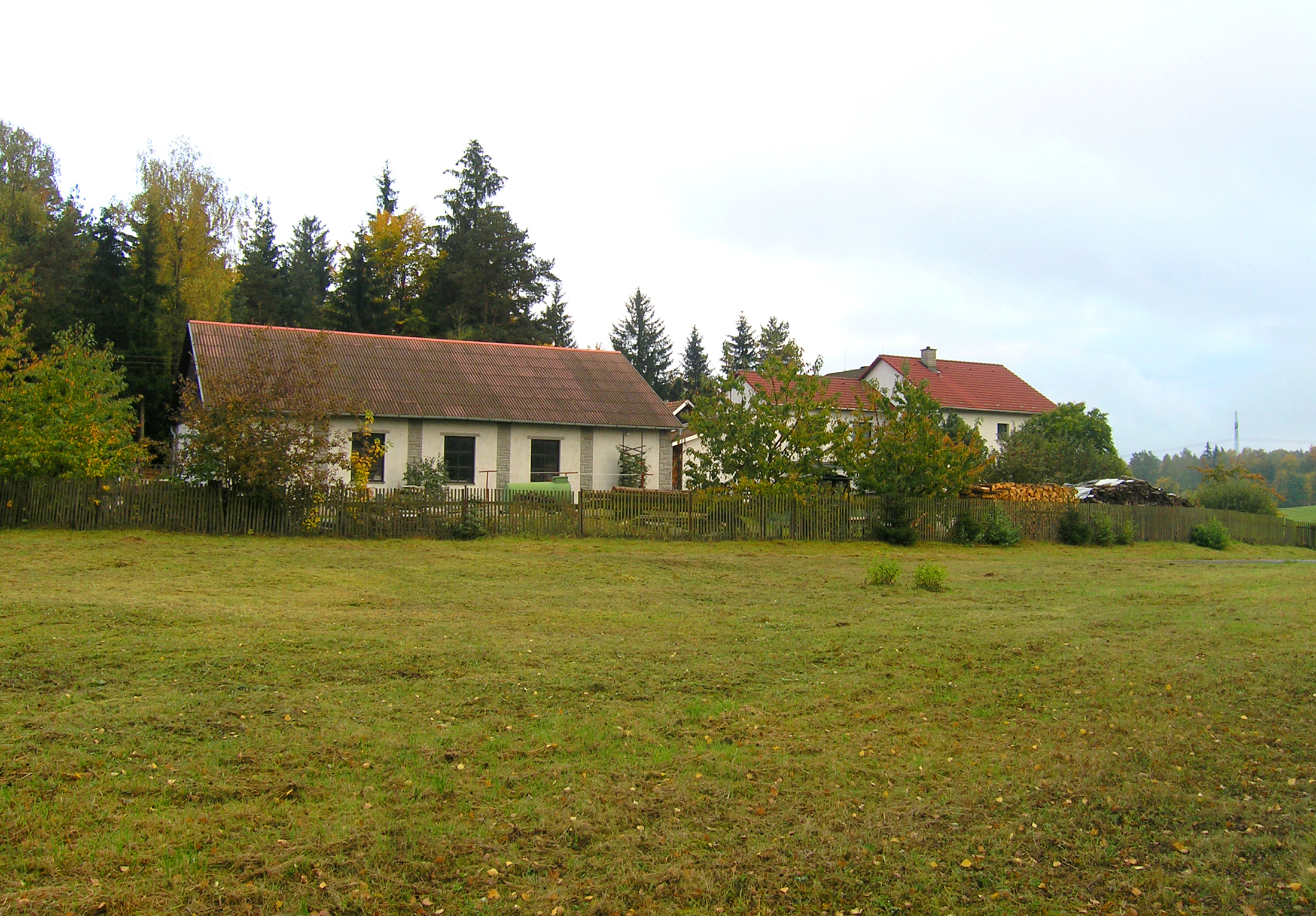
Domky v severní části
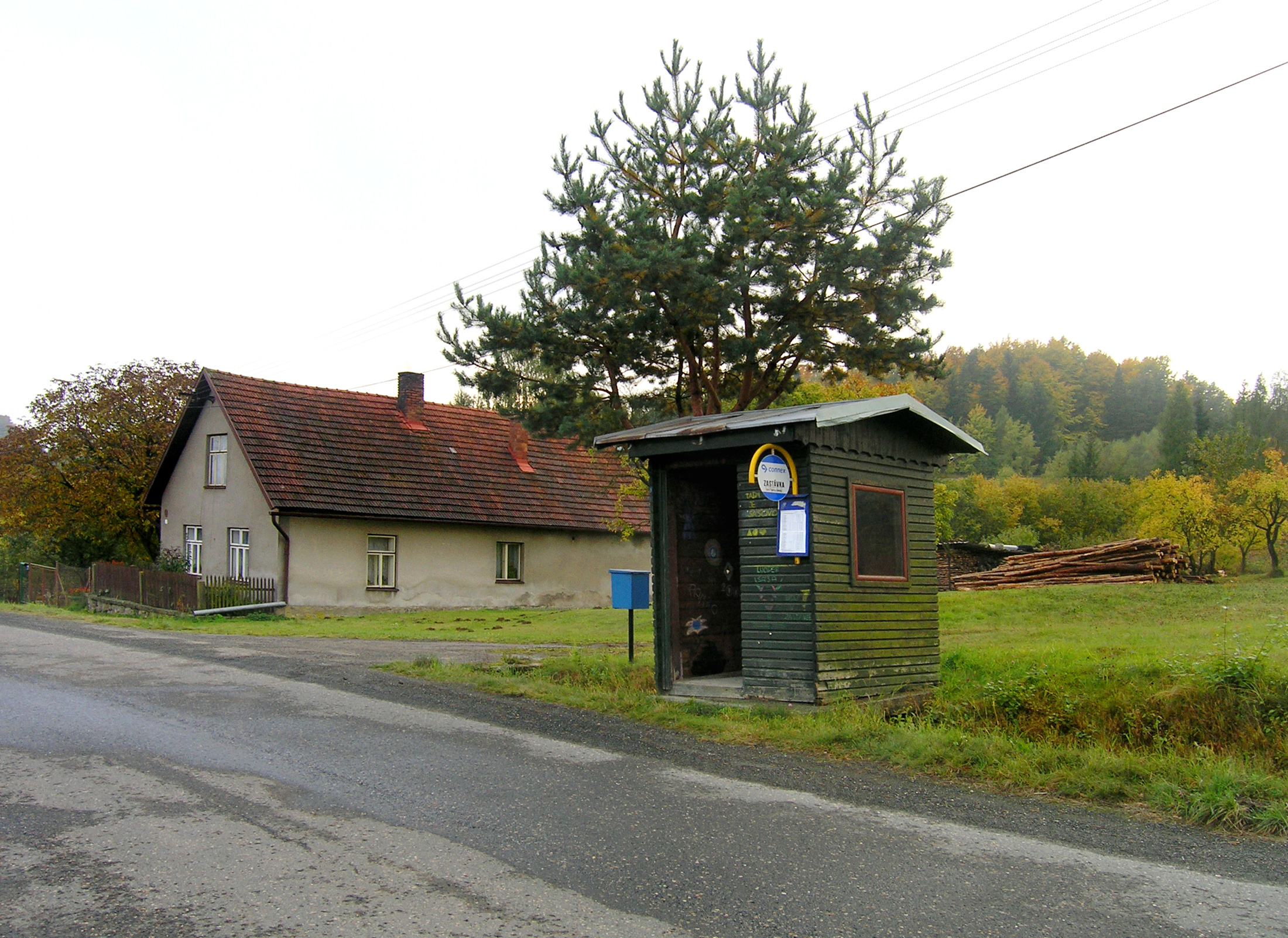
Zastávka
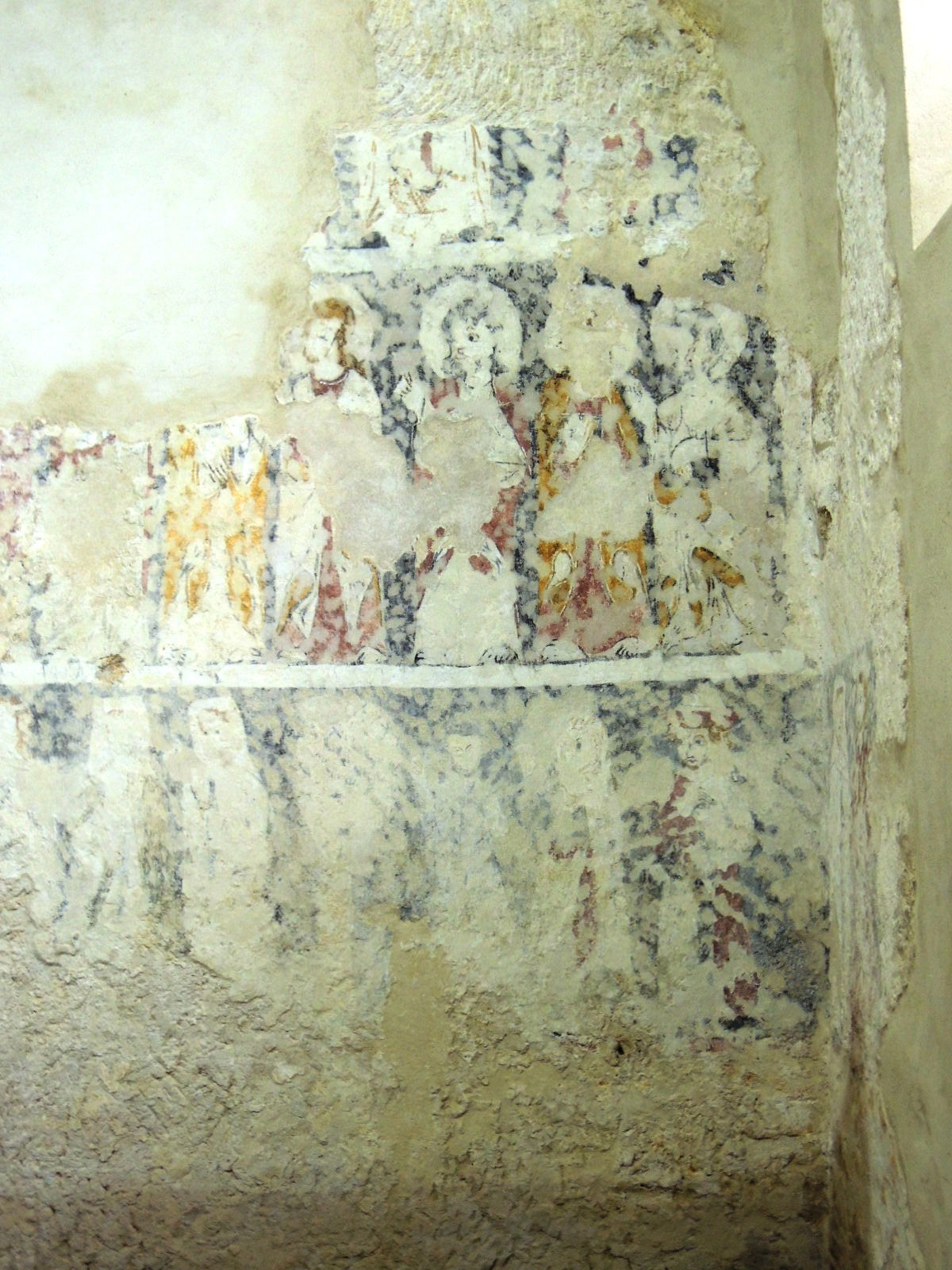
Fresky v presbytáři kostela